# Distrikt Yupán
Der Distrikt Yupán liegt in der Provinz Corongo in der Region Ancash in West-Peru. Der Distrikt wurde am 9. Mai 1923 gegründet. Er besitzt eine Fläche von 84,9 km². Beim Zensus 2017 wurden 735 Einwohner gezählt. Im Jahr 1993 lag die Einwohnerzahl bei 438, im Jahr 2007 bei 759. Die Distriktverwaltung befindet sich in der 2734 m hoch gelegenen Ortschaft Yupán mit 690 Einwohnern (Stand 2017). Yupán liegt 9 km südwestlich der Provinzhauptstadt Corongo.

## Geographische Lage
Der Distrikt Yupán liegt an der Westflanke der peruanischen Westkordillere im Südwesten der Provinz Corongo. Der Río Santa fließt entlang der südwestlichen Distriktgrenze nach Westen, dessen linker Nebenfluss Río Manta entlang der südöstlichen Distriktgrenze ebenfalls nach Westen. 
Der Distrikt Yupán grenzt im Südwesten an den Distrikt Macate (Provinz Santa), im Nordwesten an den Distrikt Bambas, im Nordosten an den Distrikt Corongo sowie im Südosten an den Distrikt La Pampa.